# 蘇帕查拉賽體育場
蘇帕查拉賽體育場，也被稱為國家體育場，是一座為於泰國曼谷的綜合體育場。本場館於1935年啟用，可容納26000人。
它分别于1966年、1970年和1978年作为亚运会的主赛场。
13°44′44″N 100°31′32″E / 13.74556°N 100.52556°E
| 前任： Shahid Shiroudi Stadium 德黑蘭 | 1972年亞洲盃足球賽 主場館 1972 | 繼任： 阿薩迪體育場 德黑蘭 |